# Halowe Mistrzostwa Europy w Lekkoatletyce 1972 – bieg na 50 m przez płotki kobiet
Bieg na 50 metrów przez płotki kobiet – jedna z konkurencji biegowych rozgrywanych podczas halowych lekkoatletycznych mistrzostw Europy w hali Palais des Sports w Grenoble. Eliminacje, półfinały i bieg finałowy zostały rozegrane 11 marca 1972. Zwyciężyła reprezentantka Niemieckiej Republiki Demokratycznej Annelie Ehrhardt. Tytułu zdobytego na poprzednich mistrzostwach nie broniła Karin Balzer z NRD.

## Rezultaty

### Eliminacje
Rozegrano 4 biegi eliminacyjne, do których przystąpiło 21 biegaczek. Awans do półfinału dawało zajęcie jednego z pierwszych dwóch miejsc w swoim biegu (Q). Skład półfinałów uzupełniły cztery zawodniczki z najlepszym czasem wśród przegranych (q).
Opracowano na podstawie materiału źródłowego.
Bieg 1
| Miejsce | Zawodniczka         | Czas | Uwagi |
| ------- | ------------------- | ---- | ----- |
| 1       | Teresa Sukniewicz   | 7,09 | Q,    |
| 2       | Lubow Kononowa      | 7,28 | Q     |
| 3       | Nadine Fricault     | 7,35 |       |
| 4       | Monika Schönauerová | 7,41 |       |
| 5       | Ileana Ongar        | 7,45 |       |

Bieg 2
| Miejsce | Zawodniczka          | Czas | Uwagi |
| ------- | -------------------- | ---- | ----- |
| 1       | Tatjana Połubojarowa | 7,09 | Q, =  |
| 2       | Teresa Nowak         | 7,11 | Q     |
| 3       | Margit Bach          | 7,14 | q,    |
| 4       | Mary Peters          | 7,17 | q,    |
| 5       | Gunhild Olsson       | 7,29 | NR    |
| 6       | Doris Langhans       | 7,53 |       |

Bieg 3
| Miejsce | Zawodniczka      | Czas | Uwagi |
| ------- | ---------------- | ---- | ----- |
| 1       | Grażyna Rabsztyn | 7,05 | Q,    |
| 2       | Meta Antenen     | 7,15 | Q,    |
| 3       | Ann Wilson       | 7,22 | q     |
| 4       | Valeria Bufanu   | 7,23 | q     |
| 5       | Jacqueline André | 7,31 |       |

Bieg 4
| Miejsce | Zawodniczka          | Czas | Uwagi |
| ------- | -------------------- | ---- | ----- |
| 1       | Annelie Ehrhardt     | 6,87 | Q,    |
| 2       | Carmen Mähr          | 7,17 | Q,    |
| 3       | Iwanka Koszniczarska | 7,26 |       |
| 4       | Elfriede Meierholz   | 7,31 |       |
| 5       | Věra Slavičová       | 7,40 |       |

### Półfinały
Rozegrano 2 biegi półfinałowe, w których wystartowało 12 biegaczek. Awans do finału dawało zajęcie jednego z trzech pierwszych miejsc w swoim biegu (Q).
Opracowano na podstawie materiału źródłowego.
Bieg 1
| Miejsce | Zawodniczka       | Czas | Uwagi |
| ------- | ----------------- | ---- | ----- |
| 1       | Annelie Ehrhardt  | 6,85 | Q,    |
| 2       | Teresa Sukniewicz | 6,98 | Q,    |
| 3       | Meta Antenen      | 7,01 | Q,    |
| 4       | Teresa Nowak      | 7,11 |       |
| 5       | Mary Peters       | 7,16 | NR    |
| 6       | Lubow Kononowa    | 7,45 |       |

Bieg 2
| Miejsce | Zawodniczka          | Czas | Uwagi |
| ------- | -------------------- | ---- | ----- |
| 1       | Grażyna Rabsztyn     | 7,04 | Q     |
| 2       | Margit Bach          | 7,09 | Q,    |
| 3       | Carmen Mähr          | 7,15 | Q,    |
| 4       | Tatjana Połubojarowa | 7,17 |       |
| 5       | Ann Wilson           | 7,21 |       |
| –       | Valeria Bufanu       | DNS  |       |

### Finał
Opracowano na podstawie materiału źródłowego.
| Miejsce | Zawodniczka       | Czas | Uwagi |
| ------- | ----------------- | ---- | ----- |
| 1       | Annelie Ehrhardt  | 6,85 | WR    |
| 2       | Teresa Sukniewicz | 6,94 | NR    |
| 3       | Grażyna Rabsztyn  | 7,05 |       |
| 4       | Meta Antenen      | 7,05 |       |
| 5       | Margit Bach       | 7,10 |       |
| 6       | Carmen Mähr       | 7,40 |       |